# Квицинский, Иосиф Онуфриевич
Иосиф (Иосиф-Игнатий) Онуфриевич Квицинский (1831—1908) — русский военный и общественный деятель. Генерал от инфантерии (1904). 

## Биография
Родился в семье О. А. Квицинского, впоследствии героя Крымской войны, генерал-лейтенанта.
В службу вступил в 1849 году. В 1852 году после окончания Первого кадетского корпуса произведён в подпоручики и определён в 1-й финляндский линейный батальон. В  1853 году  переименован в прапорщики гвардии. В 1854 году подпоручик гвардии, участник Крымской войны. В 1856 году произведён в поручики. В 1861 году произведён в штабс-капитаны.  Участник Польской компании. В 1864 году произведён в капитаны. В 1868 году произведён в полковники.
С 1872 года командир 44-го Камчатского пехотного полка. С 1873 года командир 146-го Царицынского пехотного полка. В 1883 году произведён в генерал-майоры с назначением командиром Московского лейб-гвардии полка. С 1889 года назначен командиром 1-й бригады 2-й гвардейской пехотной дивизии. С 1893 года начальник 36-й пехотной дивизии.
В 1894 году произведён в генерал-лейтенанты с назначением начальником 2-й гренадёрской дивизии.
С 1898 года почётный опекун Опекунского совета Учреждений императрицы Марии Фёдоровны.   В 1904 году произведён в генералы от инфантерии.
Умер в  1908 году в Петербурге.

## Награды
Награды
- Орден Святого Станислава 3-й степени (1864)
- Орден Святого Станислава 2-й степени (1866; Императорская корона — 1869)
- Орден Святой Анны 2-й степени  (1872)
- Орден Святого Владимира 4-й степени  (1874)
- Орден Святого Владимира 3-й степени (1878)
- Орден Святого Станислава 1-й степени (1886)
- Орден Святой Анны 1-й степени  (1889)
- Орден Святого Владимира 2-й степени  (1893)
- Орден Белого орла (1898)
- Орден Святого Александра Невского (1904)

## Семья
- Сын Квицинский, Борис Иосифович — генерал-майор